# Virola koschnyi
Virola koschnyi là một loài thực vật có hoa trong họ Myristicaceae. Loài này được Warb. miêu tả khoa học đầu tiên năm 1905.